# Comitato di Abaúj-Torna
Il comitato di Abaúj-Torna (in ungherese Abaúj-Torna vármegye, in slovacco Abovsko-turnianska župa, in latino Comitatus Abaujvariensis et Tornensis) è stato un antico comitato del Regno d'Ungheria, oggi situato a cavallo tra l'Ungheria nordorientale e la Slovacchia orientale. Capoluogo del comitato era la città di Kassa (oggi Košice). Nel primo censimento del regno svolto nel 1869 la popolazione del comitato di Abaúj era di 166.666 abitanti mentre quella del comitato di Torna di 23.176 abitanti

## Geografia fisica
Il comitato di Abaúj-Torna confinava con gli altri comitati di Gömör-Kishont, Szepes, Sáros, Zemplén e Borsod.

## Storia
Il comitato di Abaúj-Torna deve la sua origine all'antica fusione dei due comitati Abaúj e Torna. Amministrativamente questi due comitati vennero spesso uniti nella storia e per l'ultima volta dal 1882 alla fine della prima guerra mondiale.
In seguito al Trattato del Trianon (1920) la parte settentrionale del comitato (incluso il capoluogo) venne assegnata alla neonata Cecoslovacchia; la parte meridionale rimase invece sotto sovranità ungherese, formando un comitato con nome invariato, ma con capoluogo Szikszó.
Nell'ottobre 1938 gran parte della porzione cecoslovacca dell'antico comitato venne occupata dall'Ungheria a seguito del Primo Arbitrato di Vienna e la città di Košice ne ridivenne il capoluogo. Alla fine della seconda guerra mondiale vennero ripristinati i confini previsti dal Trattato del Trianon e la parte ungherese del comitato venne fusa con il comitato di Borsod e con una parte del comitato di Zemplén a creare l'attuale contea di Borsod-Abaúj-Zemplén.
La parte settentrionale del comitato che si trova in Slovacchia fa oggi parte della regione di Košice.

## Geografia antropica

### Comitato di Abaúj
Nel 1869 il comitato di Abaúj era suddiviso in un comitato urbano (törvényhatósági jogú város), il capoluogo Kassa con 21.742 abitanti, e i seguenti cinque distretti (járás)
| Distretto | Popolazione | Capoluogo     |
| --------- | ----------- | ------------- |
| Csereháti | 27.737      | Szepsi        |
| Füzéri    | 27.747      | Hernádzsadány |
| Gönci     | 37.169      | Abaújszántó   |
| Kassai    | 26.506      | Kassa         |
| Szikszói  | 25.683      | Szikszó       |

### Comitato di Torna
Nel 1869 il comitato di torna era suddiviso nei seguenti 2 distretti
| Distretto | Popolazione | Capoluogo   |
| --------- | ----------- | ----------- |
| Felsõ     | 12.578      | Torna       |
| Alsó      | 10.598      | Bódvaszilas |